# Тудела (комарка)
Туде́ла (исп. Tudela) — комарка в Испании, входит в провинцию Наварра.
Находится в южной части провинции в исторической области Рибера-Наварра. Через район протекает река Эбро. Площадь района 1329 км². Граничит с районом Рибера-Арга-Арагон на севере, провинцией Сарагоса на юге и востоке и провинцией Риоха на западе.

## Муниципалитеты
Согласно данным Национального института статистики за 2017 год в комарку входит 19 муниципалитетов и община Барденас-Реалес. Крупнейшие муниципалитеты: Тудела, Синтруэниго, Корелья, Кастехон. В 2009 году население комарки составляло 88 090 человек.